# Tritonia squalida
Tritonia squalida är en irisväxtart som först beskrevs av William Aiton, och fick sitt nu gällande namn av Ker Gawl. Tritonia squalida ingår i släktet Tritonia och familjen irisväxter. Inga underarter finns listade i Catalogue of Life.

## Bildgalleri

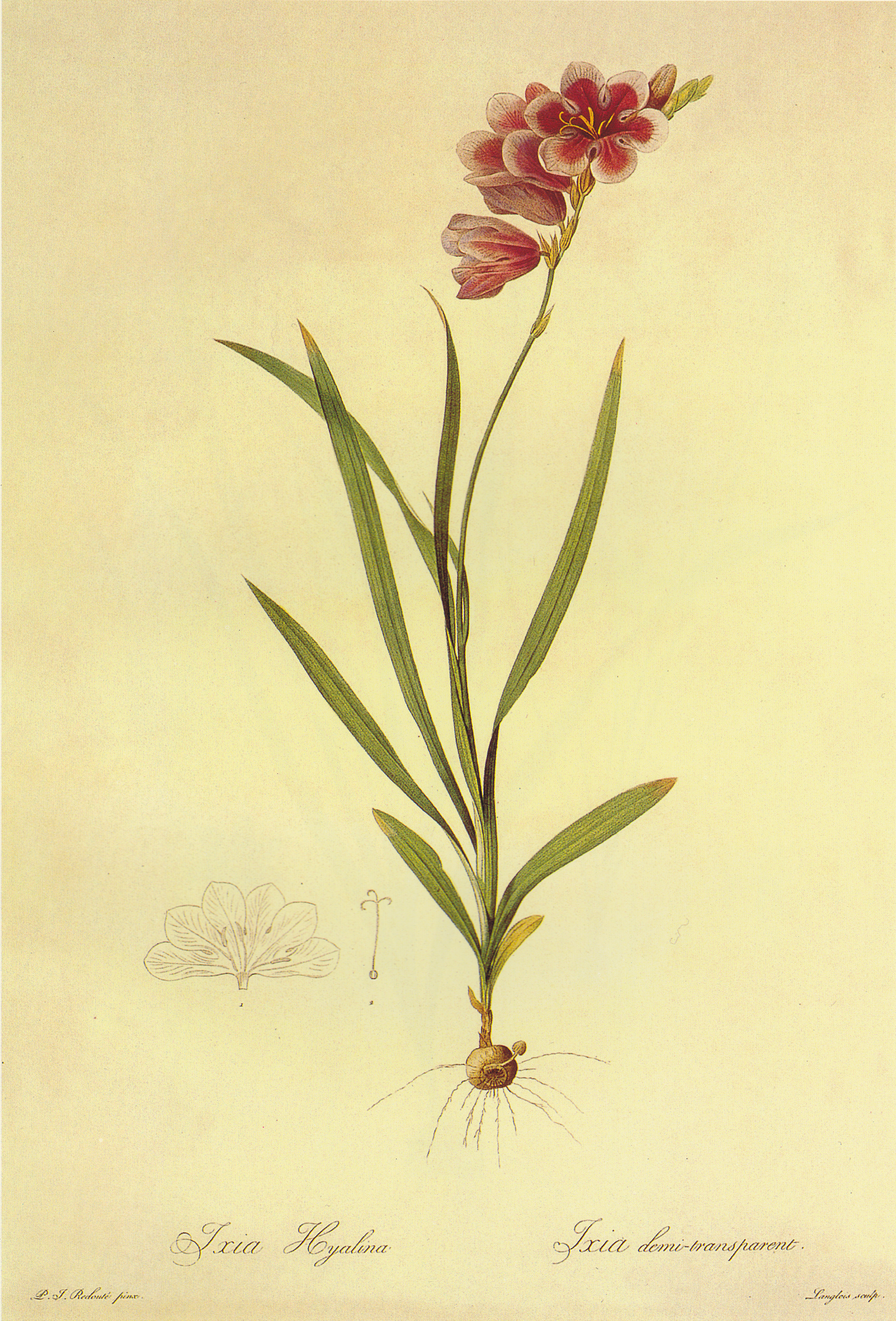